# بلوم انرژی
بلوم انرژی (انگلیسی: Bloom Energy) شرکت برق آمریکایی است، که در سال ۲۰۰۱ تأسیس شد.